# Elin Svenssons teaterskola
Elin Svenssons teaterskola var en scenskola belägen på Kungsgatan i Stockholm, grundad år 1900. Skolan grundades av skådespelerskan Elin Svensson.
Några kända elever vid skolan:
- Aurore Palmgren
- Eric Abrahamsson
- Elof Ahrle
- John Elfström
- Nils Ferlin
- Sigurd Wallén